# Joseph T. Goodman
Joseph Thompson Goodman (18 de septiembre de 1838 - 1 de octubre de 1917) fue un financiero y editor periodístico estadounidense, ligado al Viejo Oeste de su país. Su interés por la cultura maya lo llevó a investigar una correlación entre la cuenta larga y el calendario gregoriano, estableciendo la constante en 584 280, es por ello que se le conoce como “el Copérnico de la Astronomía Maya”.

## Editor periodístico y escritor
En 1856 se trasladó junto con su padre a California. Trabajó en San Francisco como tipografista del semanario The Golden Era de Rollin M. Daggett. Entabló amistad con el impresor Dennis McCarthy con quien se trasladó a Virginia City, Nevada. En 1861 se hizo copropietario del periódico Territorial Enterprise y fue el único dueño de esta publicación desde 1862 hasta 1874. En 1862 contrató a Samuel Clemens (quien llegó a ser conocido como Mark Twain) como reportero local.
A pesar de que Clemens ya había colaborado para el Territorial Enterprise, fue durante la administración de Goodman cuando su trabajo se dio a conocer más ampliamente debido a la mayor circulación del periódico en la costa oeste de los Estados Unidos. En ocasiones, Goodman ha sido referido como “el Descubridor de Mark Twain”. Goodman escribió algunos artículos de ficción, al igual que Twain, fue uno de los iniciadores del movimiento literario conocido como Escuela Sagebrush (Sagebrush School).

## Político y financiero
Durante la Guerra de Secesión fue partidario de la Unión y simpatizante del Partido Republicano. En 1872 rechazó la oferta del senador William Sharon para vender el Territorial Enterprise, aunque finalmente se lo vendió en 1874. Después de beneficiarse en la veta de plata de Comstock, abandonó Virginia City para invertir en la bolsa de valores del Pacífico (Pacific Stock Exchange). A pesar de haber obtenido altas ganancias, finalmente sus inversiones se fueron a la quiebra. Fue jefe de redacción en el San Francisco Post y compró un viñedo en el condado de Fresno.

## Mayista
Su interés por la cultura maya comenzó en 1883, cuando conoció al doctor Gustavus A. Eisen, quien le dio información de jeroglíficos mayas y del calendario maya. En su domicilio leyó la Relación de las cosas de Yucatán de Diego de Landa, tomó como un desafío personal analizar la correlación de la cuenta larga con el calendario gregoriano estableciendo la constante en 584 280. Su trabajo fue añadido como un apéndice en la obra Biologia Centrali-Americana del inglés Alfred Percival Maudslay.
Más tarde conoció a Juan Martínez Hernández, quien le facilitó los manuscritos del Chilam Balam y la Crónica de Oxkutzcab. La constante fue ajustada por Martínez en 584 281 y más tarde, en 1927, en 584 283 por Eric S. Thompson. Es conocida como GMT y sigue siendo la más utilizada por los mayistas.
En 1897 se mudó a Alameda (California), donde residió hasta su muerte en 1917.